# Họ Trôm
Họ Trôm (danh pháp khoa học: Sterculiaceae) là một danh pháp khoa học để chỉ một nhóm thực vật có hoa ở cấp độ họ. Giới hạn định nghĩa, tình trạng và vị trí của họ này thay đổi theo từng quan điểm phân loại. Tên gọi khoa học của họ này dựa trên chi Trôm (Sterculia). Theo định nghĩa truyền thống thì các họ Sterculiaceae, Malvaceae, Bombacaceae, và Tiliaceae tạo thành "phần cơ bản của bộ Cẩm quỳ" trong hệ thống Cronquist và quan hệ họ hàng gần gũi giữ các họ này nói chung được công nhận. Sterculiaceae có thể tách ra từ Malvaceae nghĩa hẹp (sensu stricto) do có bề mặt nhẵn của các hạt phấn hoa và các bao phấn hai ngăn.
Một loạt các nghiên cứu phát sinh loài đã cho rằng Sterculiaceae, Tiliaceae và Bombacaceae theo định nghĩa truyền thống là cận ngành khi miêu tả theo nhánh và địa vị hiện tại của các họ này đang được đặt dưới sự nghi vấn. APG và các hệ thống APG II hợp nhất Bombacaceae, Malvaceae sensu stricto, Sterculiaceae và Tiliaceae, các thành phần cơ bản của bộ Malvales trong hệ thống Cronquist, thành một họ được định nghĩa rộng hơn là họ Malvaceae nghĩa rộng (sensu lato). Trong quan điểm này thì các đơn vị phân loại trước đây được phân loại trong họ Sterculiaceae được xử lý như là các phân họ Byttnerioideae, Dombeyoideae, Helicteroideae và Sterculioideae của họ Malvaceae sensu lato. Hệ thống Thorne chấp nhận việc tiếp cận trung gian giữa hai hệ thống trên trong việc tổ hợp phần lớn họ Sterculiaceae truyền thống (nhưng lại không bao gồm chi Sterculia) với các thành phần của họ Tiliaceae truyền thống để tạo ra họ Byttneriaceae.
Sterculiaceae theo truyền thống đã được phần lớn các nhà phân loại học công nhận như là một họ và nó vẫn còn được thấy mặc dù các phân loại của APG, Thorne hay các hệ thống khác cũng đã được chấp nhận. Theo nghĩa truyền thống của nó thì họ này bao gồm khoảng 70 chi, với tổng cộng khoảng 1.500 loài cây thân gỗ và cây bụi khu vực nhiệt đới. Các sản phẩm đáng chú ý nhất của họ này là sôcôla và bột ca cao từ cây ca cao (Theobroma cacao), cũng như hạt côla từ cây côla (chi Cola). Nhiều loài sản sinh ra một số loại gỗ.

## Các chi
- Abroma Jacq.
- Acropogon Schltr.
- Aethiocarpa Vollesen
- Astiria Lindl.
- Ayenia L.
- Brachychiton Schott & Endl.
- Byttneria Loefl.
- Cheirolaena Benth.
- Chiranthodendron Larreat.
- Cola Schott & Endl.
- Commersonia J.R.Forst. & G.Forst.
- Cotylonychia Stapf
- Dicarpidium F.Muell.
- Dombeya Cav.
- Eriolaena DC.
- Firmiana Marsili
- Franciscodendron B.Hyland & Steenis
- Fremontodendron Coville
- Gilesia F.Muell.
- Glossostemon Desf.
- Guazuma Mill.
- Guichenotia J.Gay
- Hannafordia F.Muell.
- Harmsia K.Schum.
- Helicteres L.
- Helmiopsiella Arenes
- Helmiopsis H.Perrier
- Heritiera Aiton
- Hermannia L.
- Herrania Goudot
- Hildegardia Schott & Endl.
- Keraudrenia J.Gay
- Kleinhovia L.
- Lasiopetalum Sm.
- Leptonychia Turcz.
- Leptonychiopsis Ridl.
- Lysiosepalum F.Muell.
- Mansonia J.R.Drumm. ex Prain
- Maxwellia Baill.
- Megatritheca Cristobal
- Melhania Forssk.
- Melochia L.
- Neoregnellia Urb.
- Nesogordonia Baill.
- Octolobus Welw.
- Paradombeya Stapf
- Paramelhania Arenes
- Pentapetes L.
- Pimia Seem.
- Pterocymbium R.Br.
- Pterospermum Schreb.
- Pterygota Schott & Endl.
- Rayleya Cristobal
- Reevesia Lindl.
- Ruizia Cav.
- Rulingia R.Br.
- Scaphium Schott & Endl.
- Scaphopetalum Mast.
- Seringia J.Gay
- Sterculia L.
- Theobroma L.
- Thomasia J.Gay
- Triplochiton K.Schum.
- Trochetia DC.
- Trochetiopsis Marais
- Ungeria Schott & Endl.
- Waltheria L.